# 福井縣立福井商業高等學校
福井縣立福井商業高等學校是位於日本福井縣福井市乾德地區的公立高等學校。
該校的棒球部是福井縣內的常勝軍，在1984年至2003年期間曾創下連續20年進入全國高等學校棒球錦標賽福井大會決賽的紀錄，至今也累積代表福井縣參加全國高等學校棒球錦標賽超過20次，其獲選入選拔高等學校棒球大會也已超過10次。
2006年成立的啦啦隊在2009年前往美國參加全美啦啦隊舞大賽即取得冠軍，更自2012年起在全美啦啦隊舞大賽中連續奪下五次冠軍，而該校啦隊的故事在2017年被改編為電影《青春後空翻》上映。

## 歷史
學校成立於1908年，最初為實業學校，名為「福井市立商業學校」，當時位於寶永上町神明神社西側（位於現在的寶永4丁目），在1930年遷移至現址。
1948年配合日本的學制改革更名為「福井市立福井高等學校」，1949年改隸屬福井縣政府後更名為「福井縣乾德高等學校」，1958年再更名為現在的「福井縣立福井商業高等學校」。